# Montserrat Caballé
Pour les articles homonymes, voir Caballé.
Montserrat Caballé est une cantatrice (soprano) espagnole née le 12 avril 1933 à Barcelone et morte le 6 octobre 2018 dans la même ville.
Surnommée « La Superba » en raison de sa technique, de sa longueur de souffle, de l'amplitude et des nuances de sa voix  (notamment ses pianissimi), elle est célèbre pour ses interprétations du répertoire belcantiste et notamment des rôles de Rossini, de Bellini et de Donizetti.
En 1987, Montserrat Caballé chante en duo avec Freddie Mercury, chanteur du groupe Queen, sur l'album Barcelona.

## Biographie

### Enfance et débuts professionnels
Née en Catalogne dans une famille modeste le 12 avril 1933, la jeune Maria de Montserrat Caballé i Folch étudie le piano au conservatoire du Liceu de Barcelone puis, avec le soutien d'une famille d'industriels mécènes, les Bertrand i Serra (ca), poursuit des études de chant sous la direction de la soprano hongroise Eugenia Kemeny (ca), puis de la cantatrice catalane Conchita Badía, ainsi que le contrepoint et l'harmonie avec Napoleone Annovazzi (ca).

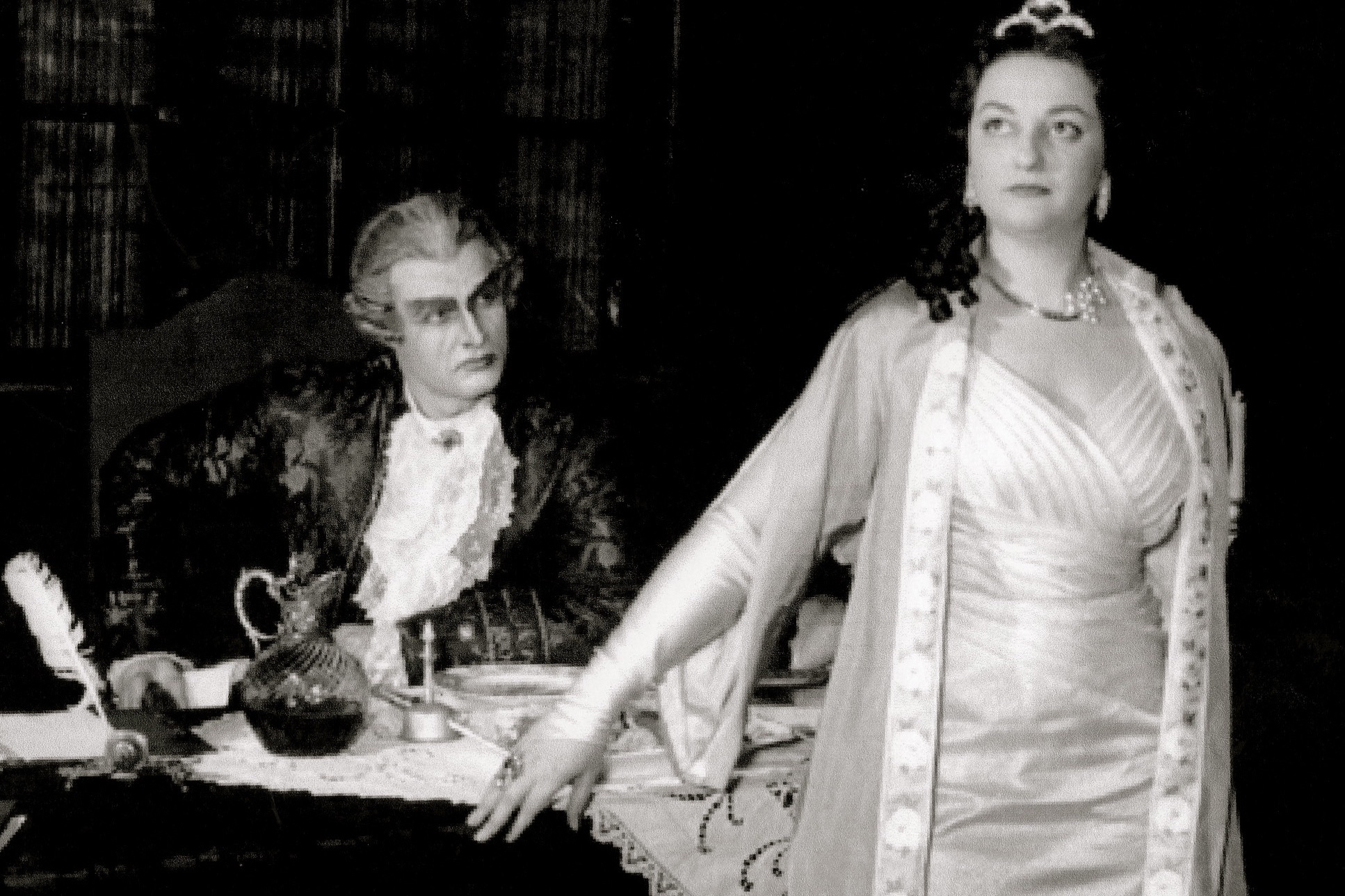
Montserrat Caballé et Claude Heater en 1956.

En 1956, elle rejoint le Théâtre de la ville de Bâle, où elle fait ses débuts professionnels dans le rôle de Mimi, dans La Bohème de Giacomo Puccini. En 1959, elle est engagée par l'Opéra de Brême, où elle chante un très large répertoire de soprano lyrico-dramatique, de Mozart à Dvořák en passant par Verdi et Puccini, sans trouver encore sa véritable personnalité vocale. Sa renommée s'accroît avec des prestations remarquées au Staatsoper de Vienne (Salomé, 1958) ou encore à la Scala de Milan (Parsifal, 1960).
En 1962, elle retourne à Barcelone et fait ses débuts au Gran Teatre del Liceu dans le rôle-titre d'Arabella de Strauss. Elle va demeurer fidèle à ce théâtre tout au long de sa carrière. En 1964, elle épouse le ténor Bernabé Martí, avec lequel elle aura deux enfants : un garçon, Bernabé, et une fille, Montserrat, qui deviendra cantatrice et partagera avec elle la scène à plusieurs reprises dans les années 1990.
Outre le catalan et l'espagnol, Montserrat Caballé parle l'anglais, l'italien, l'allemand et le français.

### La Superba

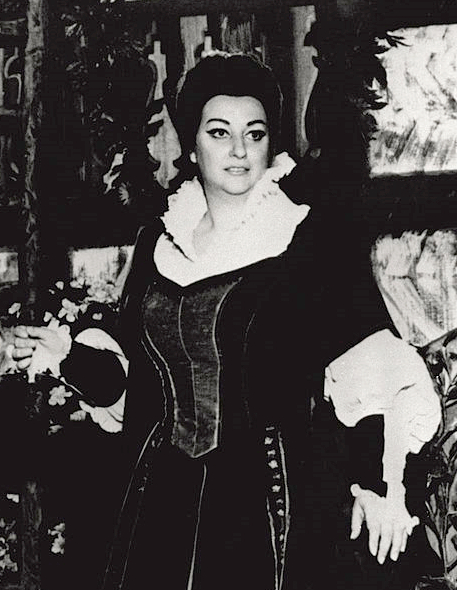
Montserrat Caballé en 1969.

Le premier succès international de Montserrat Caballé survient en 1965, quand elle remplace Marilyn Horne, enceinte, pour une Lucrezia Borgia en version de concert au Carnegie Hall de New York, où elle fait sensation : le New York Times titre « Callas + Tebaldi = Caballé ». La même année, elle fait ses débuts au Festival de Glyndebourne, et au Metropolitan Opera en tant que Marguerite dans le Faust de Gounod. C'est alors qu'elle est surnommée La Superba, après que Maria Callas a été surnommée La Divina et Joan Sutherland, La Stupenda. En 1967, elle enregistre sa première Traviata sous la direction de Georges Prêtre aux côtés de Carlo Bergonzi et de Sherill Milnes.
En 1972, elle fait ses débuts à la Scala dans Norma de Bellini, rôle qu'elle enregistre la même année avec le jeune Plácido Domingo et Fiorenza Cossotto, et au Royal Opera House à Covent Garden en tant que Violetta dans La traviata de Verdi. C'est à partir de cette époque qu'elle explore systématiquement le répertoire du bel canto romantique : Donizetti, Bellini et les œuvres de jeunesse de Verdi, participant à la résurrection de ce genre aux côtés des Joan Sutherland, Beverly Sills et Leyla Gencer. En 1973, elle reçoit la Médaille d'or du mérite des beaux-arts par le Ministère de l'Éducation, de la Culture et des Sports. Montserrat Caballé devient aussi une récitaliste renommée, essentiellement de chansons de son Espagne natale.
Le 20 juillet 1974, alors qu'un puissant mistral souffle sur la ville d'Orange et menace de faire annuler la représentation, elle incarne Norma lors des Chorégies. Son interprétation, captée par les caméras de télévision, restera dans la légende de l'opéra,.
Elle se produit à de nombreuses reprises sur scène et en récital avec Marilyn Horne, notamment dans Semiramide de Rossini au Festival d'Aix-en-Provence en 1980. Cette collaboration se double de plus d'une amitié et d'une grande admiration réciproque.

### Diversification du répertoire
Après le milieu des années 1980, la cinquantaine dépassée, de santé fragile, Montserrat Caballé est contrainte de réduire ses apparitions et de s'éloigner de la Scala. Une reprise de la production de Anna Bolena mise en scène par Luchino Visconti donne lieu à un scandale mémorable lorsque son remplacement par Ruth Falcon est annoncé quelques minutes avant le lever du rideau. Le scandale est tel que la représentation est annulée. Elle n'en poursuit pas moins sa carrière auprès d'un public élargi. C'est ainsi qu'on l'entend en concert dans Les Danaïdes d'Antonio Salieri à l'Opéra de Montpellier en 1986.
Sa célébrité s'accroît considérablement auprès du grand public lorsqu'elle fait une incursion dans le monde de la musique pop en interprétant avec le chanteur de rock Freddie Mercury la chanson Barcelona (1987), succès qui donne lieu à un album homonyme. Le morceau devient l'hymne des Jeux olympiques de Barcelone en 1992, notamment lors d'un passage grandiose de la cérémonie de clôture télévisée en direct, aux côtés d'un Freddie Mercury disparu l'année précédente mais reconstitué par hologramme, ce qui fait apparaître de nouveau ce tube planétaire dans le palmarès des ventes en Europe. Elle avait également interprété ce morceau avec Freddie Mercury sur la scène du Ku Klub d'Ibiza le 29 mai 1987, ainsi qu'à Barcelone le 8 octobre 1988 pour le festival La Nit. Elle le reprendra une dernière fois, accompagnée par un enregistrement du défunt Freddie Mercury, lors de la finale de 1999 de la Ligue des champions au stade du Camp Nou à Barcelone.
En 1995, elle participe à l'album de Vangelis, El Greco, dédié au peintre du même nom El Greco. Elle poursuivra sa collaboration avec le compositeur grec sur quelques titres encore dans les années suivantes.
En 1997, elle enregistre l'album Friends for Life, qui comprend de nombreux duos avec diverses personnalités de la musique pop, notamment Bruce Dickinson (chanteur du groupe de heavy metal Iron Maiden), Johnny Hallyday, Steve Lee (chanteur du groupe Gotthard), Gino Vannelli et Helmut Lotti, ainsi qu'une reprise de Barcelona avec Freddie Mercury en conclusion du disque.
Elle fête ses 50 ans de carrière au Gran Teatre del Liceu le 3 janvier 2012, où le dernier rôle qu'elle interprète est celui de Catherine d'Aragon dans Henry VIII de Camille Saint-Saëns. Le 20 octobre 2012, Montserrat Caballé, âgée de 79 ans, est hospitalisée à l'hôpital de Sant Pau de Barcelone après avoir été victime d’un accident vasculaire cérébral pendant un séjour en Russie.
Elle meurt le 6 octobre 2018 à l'hôpital de Sant Pau de Barcelone à l'âge de 85 ans. Sa sépulture se situe au cimetière de Sant Andreu.

### Engagements caritatifs
Montserrat Caballé a soutenu plusieurs organisations caritatives. Elle a notamment été ambassadrice de bonne volonté de l'UNESCO et a créé une fondation pour les enfants dans le besoin à Barcelone.

## Caractéristiques vocales
Sa voix est connue pour sa pureté et son homogénéité parfaite sur une grande tessiture (approx. du la2 au ré5) avec un grave sonore[réf. nécessaire], un médium velouté mais puissant et un aigu ample et brillant. L'incisivité naturelle de son timbre et son exceptionnelle technique de souffle (ses cordes vocales, par un accolement léger, consomment moins, d'où la longueur du son[réf. nécessaire]) lui ont permis de chanter pratiquement tout le répertoire de soprano, à l'exception des rôles suraigus. Bien qu'elle soit surtout connue pour ses rôles de bel canto, Caballé a chanté plus de quatre-vingts rôles d'opéra, de l'opéra baroque à Verdi, Wagner et à Puccini, en passant par la Maréchale dans Der Rosenkavalier de Strauss et le rôle-titre de Salomé.
Si certains critiques des années 80 ont régulièrement et malignement reproché à « la » Caballé, desservie par un embonpoint dont par ailleurs elle s'est volontiers moquée, de ne pas toujours s'investir théâtralement dans ses rôles contrairement à « la » Callas, elle les a cependant marqués à sa façon par sa musicalité, le jeu des couleurs et une large palette de nuances et de dynamiques. Elle est ainsi considérée comme une des grandes Norma du XXe siècle, l'un des rôles les plus éprouvants du répertoire belcantiste.

## Prix
- 1988 : Prix national de musique
- 2003 : Prix national de musique de Catalogne

## Discographie partielle

### Opéras
- Vincenzo Bellini :
  - Il pirata – Montserrat Caballé (Imogene), Piero Cappuccilli, Bernabé Martí, chœur et orchestre de la Radio-télévision italienne, Gianandrea Gavazzeni - Emi Classics, 1971
  - I puritani – Montserrat Caballé (Elvira), Alfredo Kraus, Matteo Manuguerra, Ambrosian Opera Chorus, Philharmonia Orchestra, Riccardo Muti (dir.) - Emi Classics, 1980
  - Norma – Montserrat Caballé (Norma), Fiorenza Cossotto, Placido Domingo, Ruggero Raimondi, London Philharmonic Orchestra, Carlo Felice Cillario (dir.) - RCA, 1972
  - Norma – Joan Sutherland, Montserrat Caballé (Adalgisa), Luciano Pavarotti, Samuel Ramey, chœur et orchestre du Welsh National Opera, Richard Bonynge (dir.) - Decca, 1972
- Arrigo Boito :
  - Mefistofele – Montserrat Caballé (Margherita), Norman Treigle, Placido Domingo, Ambrosian Opera Chorus, London Symphony Orchestra, Julius Rudel - Emi Classics, 1974
  - Mefistofele – Montserrat Caballe (Elena), Nicolai Ghiaurov, Luciano Pavarotti, Mirella Freni, National Philharmonic Orchestra, Oliviero de Fabritiis - Decca, 1984
- Gaetano Donizetti :
  - Lucia di Lammermoor – Montserrat Caballé (Lucia), José Carreras, Samuel Ramey, New Philharmonia Orchestra, Jesus Lopez Cobos - Philips
  - Lucrezia Borgia – Montserrat Caballé (Lucrezia), Shirley Verrett, Alfredo Kraus, Ezio Flagello, chœur et orchestre de la RCA italienne, Jonel Perlea (dir.) - RCA, 1967 / BMG Classics, 1993 (rééd.)
- Umberto Giordano :
  - Andrea Chénier – Montserrat Caballé (Maddalena), Luciano Pavarotti, Leo Nucci, National Philharmonic Orchestra, Riccardo Chailly (dir.) - Decca, 1984
- Charles Gounod :
  - Faust – Montserrat Caballé (Marguerite), Giacomo Aragall, Paul Plishka, chœurs de l'Opéra du Rhin, Orchestre philharmonique de Strasbourg, Alain Lombard (dir.) - Erato, 1977
- Ruggero Leoncavallo :
  - Pagliacci – Montserrat Caballé (Nedda), Placido Domingo, Sherrill Milnes, London Symphony Orchestra, Nello Santi (dir.) - RCA Victor
- Pietro Mascagni :
  - Cavalleria rusticana – Montserrat Caballé (Santuzza), José Carreras, Matteo Manuguerra, Ambrosian Opera Chorus, Philharmonia Orchestra, Riccardo Muti (dir.) - Emi Classics, 1980
- Jules Massenet :
  - Cléopâtre – Montserrat Caballé (Cléopâtre), Montserrat Martí, Orchestra of the Mediterraneo Unito, - Classic d'or, 2002
- Wolfgang Amadeus Mozart :
  - Cosi fan tutte – Montserrat Caballé (Fiordiligi), Janet Baker, Nicolaï Gedda, Wladimiro Ganzarolli (it), chœur et orchestre de Covent Garden, sir Colin Davis (dir.) - Philips, 1974
- Amilcare Ponchielli :
  - La Gioconda – Montserrat Caballé (Gioconda), Agnes Baltsa, Luciano Pavarotti, Sherrill Milnes, Nicolaï Ghiaurov, London Opera Chorus, National Philharmonic Orchestra, Bruno Bartoletti (dir.) - Decca
- Giacomo Puccini :
  - La Bohème – Montserrat Caballé (Mimi), Placido Domingo, Sherrill Milnes, John Alldis Choir, London Philharmonic Orchestra, sir Georg Solti (dir.) - RCA Victor
  - Manon Lescaut, Montserrat Caballé (Manon), Placido Domingo, Ambrosian Opera Chorus, New Philharmonia Orchestra, Bruno Bartoletti (dir.) - Emi Classics, 1972
  - Tosca – Montserrat Caballé (Tosca), José Carreras, Ingvar Wixell, chœur et orchestre de Covent Garden, sir Colin Davis (dir.) - Philips, 1976
  - Turandot – Joan Sutherland, Montserrat Caballé (Liù), Luciano Pavarotti, Nicolaï Ghiaurov, John Alldis Choir, London Philharmonic Orchestra, Zubin Mehta (dir.) - Decca, 1974
  - Turandot, Montserrat Caballé (Turandot), Mirella Freni, José Carreras, Paul Plishka, chœurs de l'Opéra du Rhin, Orchestre philharmonique de Strasbourg, Alain Lombard (dir.) - Emi Classics, 1978
- Richard Strauss :
  - Salome – Montserrat Caballé (Salomé), Regina Resnik, Richard Lewis, Sherrill Milnes, London Symphony Orchestra, Erich Leinsdorf (dir.) - RCA /Sony
- Gioacchino Rossini :
  - Elisabetta, regina d'Inghilterra – Montserrat Caballé (Elisabetta), José Carreras, Valerie Masterson, Ambrosian Singers, London Symphony Orchestra, Gianfranco Masini (it) (dir.) - Philips 1976
  - Il turco in Italia – Montserrat Caballé (Fiorilla), Samuel Ramey, Ambrosian Opera Chorus, National Philharmonic Orchestra, Riccardo Chailly (dir.) - CBS / Sony
- Giuseppe Verdi :
  - Aida – Montserrat Caballé (Aïda), Placido Domingo, Fiorenza Cossotto, Piero Cappuccilli, Nicolaï Ghiaurov, chœur et orchestre de Covent Garden, Riccardo Muti (dir.) - Emi Classics, 1974
  - Il corsaro – Montserrat Caballé (Gulnara), José Carreras, Jessye Norman, Ambrosian Singers, New Philharmonia Orchestra, Lamberto Gardelli (dir.) - Philips 1976
  - Don Carlo – Montserrat Caballé (Elisabetta), Shirley Verrett, Placido Domingo, Sherrill Milnes, Ambrosian Opera Chorus, orchestre de Covent Garden, Carlo Maria Giulini (dir.) - Emi Classics
  - Giovanna d'Arco – Montserrat Caballé (Giovanna), Placido Domingo, Sherrill Milnes, Ambrosian Opera Chorus, London Symphony Orchestra, James Levine (dir.) - Emi Classics, 1973
  - Luisa Miller – Montserrat Caballé (Luisa), Luciano Pavarotti, Sherrill Milnes, London Opera Chorus, National Philharmonic Orchestra, Peter Maag (dir.) - Decca, 1976
  - I masnadieri – Montserrat Caballé (Amalia), Carlo Bergonzi, Piero Cappuccilli, Ruggero Raimondi, Ambrosian Opera Chorus, New Philharmonia Orchestra, Lamberto Gardelli (dir.) - Philips
  - La traviata – Montserrat Caballé (Violetta), Carlo Bergonzi, Sherrill Milnes, chœur et orchestre de la RCA italienne, Georges Prêtre (dir.) - RCA, 1967 / BMG Classics (rééd.)
  - Un ballo in maschera – Montserrat Caballé (Amelia), José Carreras, Ingvar Wixell, chœur et orchestre de Covent Garden, sir Colin Davis (dir.) 1979 - Philips

### Récitals et compilations
- Zarzuelas : Airs et duos avec Bernabé Martí - RCA Victor, 1968 / BMG Classics, 1995 (rééd.)
- Le regine della lirica: Duos d'opéras avec Shirley Verrett, New Philharmonia Orchestra, Anton Guadagno - RCA Victor, 1970
- Caballe Sings Wagner, Orchestre philharmonique de Strasbourg, Alain Lombard (dir.) - RCA, 1979
- Airs d'opéras et mélodies de compositeurs italiens avec Miguel Zanetti (piano) - Ricordi, 1978-1981 (2 vol.) ; BMG Classics, 1993 (rééd.)
- Barcelona avec Freddie Mercury - Polydor, 1988
- Eternal Caballé (Best of) - RCA Victor, 1993
- Two Voices, One Heart avec Montserrat Caballé et Montserrat Martí - RCA Victor / BMG, 1995
- Friends for Life, musiques de Freddie Mercury, Michel Berger, Vangelis, etc. - RCA Victor, 1997
- Montserrat Caballé And Friends  - Philips Classics, 1997
- Chansons de la Renaissance espagnole avec Manuel Cubedo - RCA Victor, 2003
- Hijo de la luna : The Best of Montserrat Caballé - RCA Victor, 2003